# 滇池路 (上海)
滇池路是上海市黃浦區東北部一條東西向的馬路，東起中山東一路，西至江西中路，全長380米。道路辟筑於1899年，初名仁記路，作为公共租界中区道路系统的完善工程。因英商仁记洋行迁至此路西端而得名。1943年租界收回后，以云南省滇池命名。1949年以前，滇池路两侧多为银行、洋行、地产公司等，中国银行总行即在马路北侧，中央信托局也开设於此。目前，中国银行、和平饭店均在此路两侧。

## 交会道路（东向西）
- 中山東一路
- 圆明园路
- 四川中路
- 江西中路